# تپه محمودآبادسفلی
تپه محمود آبادسفلی مربوط به عصر برنز است و در شهرستان شاهین دژ، روستای محمودآباد سفلی واقع شده و این اثر در تاریخ ۲۷ مرداد ۱۳۸۲ با شمارهٔ ثبت ۹۶۹۹ به‌عنوان یکی از آثار ملی ایران به ثبت رسیده است.